# PAS Lamia 1964
PAS Lamia 1964 Football Club (græsk: Π.Α.Ε. Π.Α.Σ. Λαμία 1964 er en græsk fodboldklub beliggende i byen Lamia. Klubben spiller til dagligt i den græske liga Super League.
1. ↑  Navnet er anført på engelsk og stammer fra Wikidata hvor navnet endnu ikke findes på dansk.